# Konšćani
 Konšćani  falu Horvátországban, Zágráb megyében. Közigazgatásilag Križhez tartozik.

## Fekvése
Zágrábtól 47 km-re délkeletre, községközpontjától  2 km-re keletre, a Csázma jobb partján  fekszik.

## Története
1857-ben 275, 1910-ben 349 lakosa volt. Trianon előtt Belovár-Kőrös vármegye Križi járásához tartozott. A településnek 2001-ben 202 lakosa volt.

## Lakosság
| Lakosság változása | Lakosság változása | Lakosság változása | Lakosság változása | Lakosság változása | Lakosság változása | Lakosság változása | Lakosság változása | Lakosság változása | Lakosság változása | Lakosság változása | Lakosság változása | Lakosság változása | Lakosság változása | Lakosság változása |
| ------------------ | ------------------ | ------------------ | ------------------ | ------------------ | ------------------ | ------------------ | ------------------ | ------------------ | ------------------ | ------------------ | ------------------ | ------------------ | ------------------ | ------------------ |
| 1857               | 1869               | 1880               | 1890               | 1900               | 1910               | 1921               | 1931               | 1948               | 1953               | 1961               | 1971               | 1981               | 1991               | 2001               |
| 275                | 245                | 233                | 257                | 331                | 349                | 363                | 369                | 379                | 353                | 329                | 261                | 244                | 206                | 202                |

## Külső hivatkozások
Križ község hivatalos oldala